# 撣邦東部民族民主同盟軍
撣邦東部民族民主同盟軍，通称勐拉军，是缅甸掸邦东部第四特区的武裝組織，由掸邦东部和平与团结委员会領導，創始人为吴再林（汉名林明賢），現任总司令為其子吴腾林（汉名林道德）。前身為緬甸共產黨领导的缅甸人民军下辖的815軍區。1989年與緬甸軍政府達成停戰協議，將控制區域改制為“缅甸掸邦东部第四特区”，驻地为勐拉。

## 番号
掸邦东部民族民主同盟军下辖4个旅，分别是驻扎3县的911旅（驻南板县）、369旅（驻色勒县）和896旅（驻勐拉县），另设中央警卫旅保卫首府勐拉的安全。

## 军衔
1989年缅甸人民军发生分裂后，前身为815军区的掸邦东部民族民主同盟军开始实行军衔制度，等级设置同与其接壤的老挝人民军类似，如将官设准将，校、尉官均设三级，而非中国人民解放军和越南人民军的四级；为贴近本土化，图案设计则与缅甸国防军基本相同，而非中国人民解放军和越南人民军的仿苏式军衔图案。
将官：上将（设而未授）、中将（设而未授）、少将（设而未授）、准将
校官：上校、中校、少校
尉官：上尉、中尉、少尉
士官：上士、中士、下士
士兵：上等兵、列兵
自脱离缅共实行军衔制以来，未有人获得少将以上的高级军衔，目前包括最高领导人吴腾林在内，高级军官皆被授予准将军衔。

## 军服
1989年后，掸邦东部民族民主同盟军仍基本延续缅共时期参照中国人民解放军的卡其绿和越南人民军的芦苇绿色服装样式，只在自身地区组织的标识和配饰上有所区分。经过30年的发展，掸邦东部同盟军逐渐拥有了较为充裕的军费，从越南引进了现代化的新加坡绿色4号数码迷彩（英语：Pixelized Camouflage Pattern No. 4, Green）作战服，军鞋方面以新式的中国、越南或泰国制作战靴替换缅共时期的解放鞋和越南凉鞋，内外皆扎新式的中国或越南制编织腰带；军帽方面大多以参照中国人民解放军87/07式战斗帽的新式军帽替代了缅共时期的老式军帽。
部分高级军官（如总司令吴腾林等人）配发常服和礼服。

## 外部連接
- Wa, Mongla rebels say Burmese army undermining peace process
- Tensions Rise in Wa Region （页面存档备份，存于）
- Market Growth and Moral Decline in Mong La
- Dirty Old Town （页面存档备份，存于）